# اچ‌ام‌اس اینتگریتی
اچ‌ام‌اس اینتگریتی (به انگلیسی: HMS Integrity) یک کشتی بود.